# QuakeWorld
QuakeWorld es una actualización de Quake de id Software, que mejora las capacidades multijugador del juego (llamado soporte TCP/IP) para permitir a las personas con conexión dial-up conseguir una mejorada respuesta cuando jueguen en servidores de Internet. Las conexiones modernas de banda ancha como el cable y las ADSL también se beneficiarían mucho de las capacidades mejoradas de red y de física del juego.
El código de red de Quake, la parte de software que maneja el juego multijugador a través de la red, fue diseñado para el juego con baja latencia en LAN. El Quake original no contemplaba el hecho de que las conexiones de Internet tienen en general mucha más latencia y pérdida de paquetes comparadas con las conexiones en LAN, y para la mayor parte de la gente, Quake era injugable a través de Internet.
QuakeWorld, escrito por John Carmack con la ayuda de John Cash y Christian Antkow, fue presentado en diciembre de 1996. El desarrollo posterior fue llevado a cabo por David Kirsch (a.k.a. "Zoid" de Threewave) y Jack 'morbid' Mathews. Incluía un programa muy útil llamado QuakeSpy, escrito por Mathews, que posteriormente evolucionaría en GameSpy.
Durante los primeros cuatro meses de su existencia desde diciembre de 1996 hasta abril de 1997, QuakeWorld (Version 1.25) incluía su propio sistema de ranking global para los jugadores donde a los usuarios se les requería identificarse en el servidor maestro de id software con sus identificaciones personales cada vez para así mantener un registro en una localización central. Esto generó una tremenda competitividad entre los jugadores que intentaban conseguir el mayor ranking, pero también controversia acerca de la fidelidad de la fórmula utilizada en el cálculo. Esto, y más significativamente, la increíble carga de trabajo y de red puesta en los servidores de id software sobrepasó el sistema de rankings de la compañía y les llevó a abandonar los rankings completamente con la presentación de QuakeWorld Versión 1.5 a principios de abril de 1997.
La mejora más importante de QuakeWorld es claramente la reescritura del código de red (para la predictibilidad del jugador y la compresión delta). La predictibilidad del jugador permitió a los clientes de QuakeWorld una compensación para la alta latencia, permitiendo a los usuarios de conexiones dial-up, moverse correctamente en el mundo virtual sin ser afectado por los efectos desorientativos de la latencia. Esto abrió el juego en red de Quake para todos, en oposición a los pocos privilegiados que tenía una conexión en LAN o en banda ancha por aquel entonces.
No eliminó algunas características que han sido razonablemente llamadas bugs, tales como el rocket jumping, Bunny-hopping, wall-hugging, y zig-zagging. Estas características/bugs han dado forma a la más reciente parte de la vida en QuakeWorld, permitiendo a los jugadores un nuevo estilo de juego.
QuakeWorld está considerado incluso en la actualidad por bastantes jugones el mejor juego multijugador, hasta el punto de que toda una miríada de juegos han imitado elementos de la forma de juego de QuakeWorld, incluyendo el mod de Quake III (Challenge ProMode Arena), el juego (Painkiller), y un mod para Quake 4 llamado Quake4World. 
En diciembre de 1999, John Carmack de id Software liberó el código fuente del cliente y del servidor de Quake y de QuakeWorld bajo la GNU General Public License como un regalo de Navidad para el mundo, y esto generó una miríada actualizaciones al siglo 21 de este famoso juego presentado por primera vez en 1996. Entre los clientes populares de la actualidad contamos con ezQuake, FuhQuake, More QuakeWorld, ZQuake, FTEQuake, y QW262, con ezQuake como el más popular.